# VK Lipetsk-Indesit
VK Lipetsk-Indesit est un club russe de volley-ball fondé en 1994 et basé à Lipetsk, évoluant pour la saison 2020-2021 en Superliga.

## Historique
- VK Magia Lipetsk (1994-2000)
- VK Stinol Lipetsk (2000-2008)
- VK Indesit Lipetsk (2008-2016)
- VK Lipetsk-Indesit (2016-...)

## Palmarès
- Coupe de Russie
  - Finaliste : 2001.

## Logo

Évolution du logo
Logo du VK Indesit Lipetsk
Logo du VK Lipetsk

## Effectifs

### Saison 2020-2021
| No                                          | Nom                                         | Date de naissance                           | Taille                         | Poids                          | Poste                          |
| ------------------------------------------- | ------------------------------------------- | ------------------------------------------- | ------------------------------ | ------------------------------ | ------------------------------ |
| 1                                           | Maria Vonogova                              | 5 avril 1990                                | 189                            | 74                             | Centrale                       |
| 4                                           | Iekaterina Ienina                           | 23 mai 1990                                 | 182                            |                                | Passeuse                       |
| 5                                           | Daria Ierofeïeva                            | 7 septembre 2001                            | 167                            |                                | Libero                         |
| 6                                           | Viktoria Demidova                           | 9 novembre 2005                             | 189                            |                                | Réceptionneuse-attaquante      |
| 7                                           | Svitlana Dorsman                            | 11 décembre 1993                            | 185                            | 70                             | Centrale                       |
| 9                                           | Anastassia Vesselova                        | 19 avril 1992                               | 190                            |                                | Centrale                       |
| 10                                          | Irina Sazonova                              | 20 avril 1998                               | 187                            |                                | Réceptionneuse-attaquante      |
| 12                                          | Krystsina Yagubova                          | 13 février 1996                             | 184                            | 69                             | Passeuse                       |
| 13                                          | Iekaterina Ilina                            | 11 août 2001                                | 176                            |                                | Passeuse                       |
| 14                                          | Maria Bogovskaïa                            | 20 juin 2001                                | 187                            | 63                             | Réceptionneuse-attaquante      |
| 15                                          | Vladislava Korjova                          | 23 septembre 1998                           | 180                            |                                | Réceptionneuse-attaquante      |
| 17                                          | Anna Sotnikova                              | 29 mai 1986                                 | 193                            | 80                             | Réceptionneuse-attaquante      |
| 19                                          | Polina Olkhovskaïa                          | 16 décembre 1999                            | 192                            |                                | Centrale                       |
|                                             |                                             |                                             |                                |                                |                                |
| Encadrement technique                       | Encadrement technique                       |                                             | Légende                        | Légende                        | Légende                        |
| Entraîneur : Andrei Smirnov                 | Entraîneur : Andrei Smirnov                 | Entraîneur : Andrei Smirnov                 | : Capitaine                    | : Capitaine                    | : Capitaine                    |
| Entraîneur(s) adjoint(s) : Aleksandr Trouch | Entraîneur(s) adjoint(s) : Aleksandr Trouch | Entraîneur(s) adjoint(s) : Aleksandr Trouch | : Joueuse blessée actuellement | : Joueuse blessée actuellement | : Joueuse blessée actuellement |